# Келти
 Тази статия е за келтското племе гали.  За града в Грузия вижте Гали (град).  
Названието келти обхваща племената и народите, говорещи протокелтски езици – специфична група от индоевропейското езиково семейство. Историци и археолози употребяват названието келти в етнографски смисъл, говорейки за келтска материална култура и социална организация. Макар и келтските племена да са използвали обединяващото ги наименование, общо келтско самосъзнание през Античността не може да бъде установено, също както и културна наследственост между древните келтски племена и говорещите днес келтски езици етноси. Най-голямото си разселване келтите преживяват през V до I век пр.н.е., когато населяват обширна територия от Британските острови до Мала Азия. Впоследствие те са подложени на натиск от римляните и други народи и отстъпват повечето региони, които обитават, или биват асимилирани.

## Произход
Най-ранно идентифициране на келтски популации, различни от съседните им, ни позволяват археологическите находки от западната област на Халщатската култура от 750 – 400 г. пр.н.е.
Липсва категорична яснота за произхода на келтите, като най-старите достигнали до нас исторически свидетелства за тях са от средата на първото хил. пр.н.е. Първите исторически източници до елинистическата епоха в Античността наричат келти (на гръцки: κελτοί) племената, живеещи на север от Алпите, а успоредно с него ползват и по-късното название галати (на гръцки: γαλὰτοί). С последното име днес е прието да се обозначават т.нар. източни келти, населили територията на източносредиземноморската цивилизация (Мала Азия, Сирия, Египет, Гърция, Македония, Тракия). В редица антични произведения обаче тези две имена не се разграничават и се употребяват едновременно като синоними (напр. Полибий). Вероятно на гръцкото „галати“ отговаря латинското „гали“ (на латински: galli), което също се появява в античните извори от III в. пр.н.е. като по-ново от обозначаващото жителите на Предалпийска Галия „келти“ (на латински: celti).

## Келтска култура
Културата на келтите достига разцвет през V век пр.н.е. Има връзка с цивилизациите на Балканския полуостров и Мала Азия, а след покоряването на Галия от Юлий Цезар келтското население е подложено и на романизация, но келтите запазват оригиналния характер на изкуството си. С термина „латенска култура“ се обозначава културата, чиито носители са келтските племена, обитавали през желязната епоха днешни Франция, Швейцария, Австрия, Чехия, Словакия, Сърбия, Хърватия, Словения, Северна Италия и част от Великобритания. Наречена е по името на общината Ла Тен в Швейцария, където са намерени характерните за нея паметници. Латенската култура влиза във взаимодействие с тракийската, особено след създаването на Келтското царство през III век пр.н.е. В рамките на индоевропейското езиково семейство езикът на древните келти е най-близък до италийския език, но съществуват също връзки и с германския, което е много вероятно, като се има предвид разположението на прародината на келтите и германите. Запазени са келтски думи в произведенията на латинските и гръцките автори, а също така и повече от шестдесет известни надписа от континентална Европа. Освен думи са известни и голям брой келтски топоними, ороними, лични имена и др. При археологически разкопки на тези места са открити свидетелства като метални украси, оръжие, предмети с религиозен характер и др. Орнаментите са с геометрични (спирали, окръжности, елипси, плетеници) или животински изображения. Характерна черта на келтските племена е строежът на укрепени градове, първите в Европа – келтските опида (на латински: oppidum – обитавано, укрепено място). Според Плиний калайдисването е келтско изобретение, а също така те въвеждат за обработването на земята ралото с железен палешник и изобретяват плуга и шпорите.

### Бит и общество
Антропологическият материал дава данни, че средният ръст на келтите е от 150 до 160 см, често между тях се среща средиземноморският тип и, общо взето, представляват силно смесена популация. Семейството се основава на традицията на договора между мъжа и жената, който може да бъде анулиран по взаимно съгласие при неразбирателство. Жената запазва правото си на собственост върху внесената от нея зестра по време на семейния живот, а в случай на прекъсване на договора тя я взима обратно. Жената, дори омъжена, остава член на своя род. Членове на майчиния род стават и извънбрачните деца, а в някои случаи и дъщерите. Всяко келтско семейство принадлежи към съответен род, който обединява семействата по бащина линия. Родът осъществява единството си не толкова на икономическа база, а по-скоро като духовна общност с редица елементи, запазили се от тотемичния клан. Ярък пример е почитането на различни животни от всеки род. Родовете, обединени от кръвна връзка по бащина линия образуват племето, което остава най-висшата обществена единица в структурата на келтския свят. Келтите никога не преминават стадия на племенната организация и само в периферията на келтския свят се срещат държавни или парадържавни форми (напр. Галатия в Мала Азия). През латенската епоха родовата структура започва да се трансформира в териториална общност. За граници между племената служат необработвани пояси, най-често гори.
Келтските племена са многобройни и с различна големина. Няколко от тях достигат до 300 хиляди души (едуите, арверните, хелветите). Най-често келтските племена наброяват няколко десетки хиляди души и обитават неголяма територия. Имената на келтските племена, предадени от античните автори, са многобройни. В списъка на племената, живеещи в Галия, направен след смъртта на император Август, са изброени 305 племена. Най-добре е позната етническата география на Галия благодарение на сведения, предадени ни в De Bello Gallico на Гай Юлий Цезар. През първата половина на I хил. пр.н.е. начело на келтското племе стои крал. През латенската епоха институцията на краля е изместена от ежегодно избиран племенен вожд, с което нараства ролята на племенната аристокрация. Във военно дреме всяко племе избира военачалник. В края на I хил. пр.н.е. някои от тези военачалници правят опити да задържат властта и след това да обединят под свое ръководство няколко племена. Тези опити да се създаде „държава“ завършват в повечето случаи с неуспех.
Цезар съобщава, че в келтска Галия имало три основни класи: друиди, конници и свободен народ. Конниците представлявали благородническата племенна аристокрация и често владеят значителни поземлени имоти. Силата им е подкрепяна и от системата на клиентите – чрез покровителство, дарения и лични умения всеки аристократ привлича към себе си свободни келти, които ставали негови клиенти, т.е. васали, поддържащи с него тесни контакти и подкрепящи го в действията му. Броят на клиентите определя силата и позицията на аристократа.
Свободният народ се състои от селяни, занаятчии и търговци, които имат задължения спрямо конничеството и нерядко тяхното положение се приближава до това на робите. Робството в келтското общество има патриархален характер – робите са включени в рода като негови непълноправни членове. Те изпълняват различни функции – помощници в земеделските работи, в занаятчийството, а според Павзаний и помощници на конниците. Военнопленниците нерядко са предопределени за ритуално убиване, като са известни случаи на човешки жертвоприношения още на бойното поле.”

### Вяра и духовност
Вярванията на келтите са многостранни и в общи линии не се различават от останалите индоевропейски религии. Подобно на другите „варварски“ индоевропейски народи в тях са запазени много тотемични елементи и магията често се смесва с религията. Не е известно дали е съществувал ясно изразен общокелтски пантеон и общокелтски божества, като по-скоро би трябвало да се търсят най-характерните черти на отделните божества, отколкото тяхната точна идентификация. Основна роля във възпитаването и поддържането на духовността на келтите играе обществения клас на друидите.
Авторитетът на друидите сред техните съплеменници се утвърждава от убеждението, че те са пазители на всичко най-добро и най-честно. Етичността била важна страна в поведението на друида, който е учител по историческа традиция, съхраняващ духовното наследство и олицетворяващ на келтската култура и достойнство. При всеки опит да се покорят галите първите посегателства са извършвани срещу друидите – от страна на римляните през IV – V век, а в Британия и до по-късно. Вероятно друидите са били подбирани сред добре проявяващите се келтски младежи и са усвоявали учението за жречески сан в продължение на 20 години. Всички знания са научават наизуст, тъй като използването на писменост при предаването на жречески знания е забранено, въпреки че келтите познават гръцката и латинската азбука, а и по-късно създават келтската писменост огам. Кандидатите за жреци получавали различна степен в зависимост от знанията си и срока на обучение. Най-ниската степен е на бардовете (поети, певци), следващата на ватесите (пророци, гадатели) и най-висока степен на друидите. Последните изпълняват функциите на жреци, гадатели, учители, поети, лекари и съдии, т.е. обединявали функциите на двете по-ниски степени и ги обогатявали с други знания. Друидите живеят в изолация и пряко не контактуват с населението. Всички друиди се събират веднъж на годината в дъбов лес – оброчно място (друнеметон), на територията на племето карнути. Въпреки своето отшелничество друидите имат последната дума при вземането на важни политически решения на келтските вождове.

Келтският календар се основава на лунния цикъл; най-старият открит се отнася към I век По-късно вероятно под влияние на римската и гръцката култура той е бил синхронизиран със слънчевия цикъл. Годината започва в началото на зимата, т.е. около 1 ноември, и се разделя на две основни части: зимна и лятна. Лятото започва около 1 май. Най-важен е празникът на края на летния сезон, т.е. 31 октомври, който имал характера на всички новогодишни празници. Следващият е по средата на зимния сезон. Краят на зимата се свързвал с нов голям празник – 30 април. Последен важен празник има в средата на летния сезон. Всички споменати празници са свързани с култа към огъня, с възраждането и особено с култа към мъртвите, който е твърде силен в келтския свят. Основен момент в чествуването им било човешкото жертвоприношение. Всички антични автори подчертават широкото разпространение на този обичай (Цезар, Цицерон, Юстин, Светоний и др.), а Страбон подробно описва такова жертвоприношение: 
| „ | … Тези жреци с бели коси, с бяло облекло, носеха вълнени манта, свързани с фибули и медни пояси. Вървяха без обувки, с меч в ръка, пред жертвите. След окичването им с венци, ги завеждаха към басейна, който събираше двадесет амфори, изкачваха се по стълбите, довеждаха всяка от жертвите чак до устието на басейна, прерязваха им гърлото и според това, как изтичаше кръвта им, гадаеха. Други жреци отваряха тялото и гадаеха по вътрешностите… | “ |

Освен това имаме данни за съществуването на ритуален канибализъм при келтите, както и пиене на човешка кръв (на жертвите или на умрелите родители). Широко разпространеният в келтския свят култ към отрязаните глави и черепи съдържа в себе си елементи на дълбоко вкоренения у келтите култ към мъртвите и на канибалистичните прояви в техния обреден живот. Култът към умрелите и вярата в задгробния живот заема важно място в духовния живот на келтите. Цезар, предавайки подробни сведения за друидите, казва, че те учели галите, че „техният дух не умира и преминава в друго тяло“. Археологическият материал през латенския период показва явна промяна в погребалните ритуали, което предполага и промяна в схващанията за съдбата на човешката душа след смъртта.
- Друиди – жреци, пророци, знахари и магьосници в келтските племенни общности. Жреческата им междуплеменна организация е забранена след завладяването на келтските територии от Рим през I век пр.н.е.
- Филидии – притежават законодателната и изпълнителната власт и запаметяват свещеното историческо предание на келтите.
- Бардове – запазват и разпространяват келтската култура, като увековечават делата на митичните и реалните келтски герои и царе.

## Състав на келтските племена
- Белги – населявали междуречието на реките Сена и Рейн.
- Бои – населявали днешна Южна Чехия.
- Брити – населявали област Британия.
- Гали (келти) – област Галия (територията на дн. Франция, част от Швейцария и Белгия).
- Хелвети – населявали територията на днешна Северозападна Швейцария.

## Наследство
Келтите са населявали днешните територии на Франция, Швейцария, Белгия, Южна Германия, Северна Испания, Британските острови, Северна Италия, Горен и Среден Дунав, отчасти Балканския полуостров и Мала Азия. През I век пр.н.е. значителна част от келтите са покорени от римляните. През средните векове били претопени и от други народи. В днешно време потомци на тези племена има само във Великобритания (ирландци, шотландци, уелсци и др.), в Западна Франция (полуостров Бретан, бретонци) и в Испания (провинция Галиция). Келтските езици са се запазили отчасти в Бретан, Уелс, Ирландия и Шотландия. На Балканския полуостров келти нахлули на големи групи през III век пр.н.е. Част от тях се заселила в Казанлъшката долина, където издигнали своя столица Тиле (днес село Тулово). Тяхната държава не просъществувала дълго – 70 години по-късно те се изселили към Анатолия в Галатия, но оставили отпечатък от своята самобитна култура и изкуство.